# Бялковський Леон-Ігнацій
Бялковський Леон-Ігнацій (01.02.1885–21.01. 1952) — польський історик. Академік Польської АН (1949). Народився в с. Пасинки (нині село Шаргородського р-ну Вінницької обл.). Закінчив Краківський університет. 1918–20 — приват-доц. Українського державного Кам'янець-Подільського університету. Емігрував до Польщі. З 1926 — проф. Люблінського ун-ту. Автор праць з соціально-економічної історії окремих р-нів Польщі та України Поділля) 15–17 ст. Досліджував генеалогію польських шляхетських родин. Ідеалізував часи польс. панування в Україні.
Помер у м. Люблін (Польща).